# Erik Kynard
Erik Kynard (Toledo (Ohio), 3 februari 1991) is een Amerikaanse atleet, die is gespecialiseerd in het hoogspringen. Hij vertegenwoordigde zijn vaderland tweemaal op de Olympische Spelen en veroverde bij die gelegenheid eenmaal een gouden medaille.

## Carrière
Kynard werd uitgeschakeld in de kwalificaties van de wereldkampioenschappen voor junioren van 2008 in Bydgoszcz en de wereldkampioenschappen van 2011 in Daegu. Op de universiade van 2011 in Shenzhen eindigde de Amerikaan op de dertiende plaats. 
Op de Olympische Spelen van 2012 in Londen kwam Kynard tot zijn beste prestatie. Achter de Rus Ivan Oechov (goud met 2,38 m) veroverde de Amerikaan met een beste sprong van 2,33 de zilveren medaille, in 2019 werd Oechov betrapt op het gebruik van doping en werd de zilveren medaille van Kynard opgewaardeerd tot een gouden medaille.
Vier jaar later kwam hij op de Olympische Spelen in Rio de Janeiro opnieuw tot die hoogte, maar ditmaal kwam hij er niet verder mee dan de zesde plaats.

## Titels
- Olympisch kampioen hoogspringen - 2012
- Amerikaans kampioen hoogspringen - 2013, 2014, 2015
- Amerikaans indoorkampioen hoogspringen - 2014, 2015

## Persoonlijke records
| Onderdeel              | Hoogte | Datum            | Plaats     |
| ---------------------- | ------ | ---------------- | ---------- |
| hoogspringen (outdoor) | 2,37 m | 4 juli 2012      | Lausanne   |
| hoogspringen (indoor)  | 2,34 m | 15 februari 2014 | Birmingham |

## Palmares

### hoogspringen
Kampioenschappen
- 2008: 10e in kwal. WJK - 2,10 m
- 2011: 7e in kwal. WK - 2,28 m
- 2011: 13e Universiade - 2,15 m
- 2012:  OS - 2,33 m
- 2013:  Amerikaanse kamp. - 2,28 m
- 2014:  Amerikaanse indoorkamp. - 2,30 m
- 2014:  WK indoor – 2,34 m (na DQ Ivan Oechov)
- 2014:  Amerikaanse kamp. - 2,35 m
- 2015:  Amerikaanse indoorkamp. - 2,34 m
- 2015:  Amerikaanse kamp. - 2,37 m
- 2015: 8e WK - 2,25 m
- 2016:  WK indoor - 2,33 m
- 2016: 6e OS - 2,33 m

Diamond League-podiumplekken
- 2013:  Prefontaine Classic – 2,36 m
- 2013:  Sainsbury’s Grand Prix – 2,34 m
- 2013:  Athletissima – 2,37 m
- 2013:  London Grand Prix – 2,36 m
- 2014:  Qatar Athletic Super Grand Prix – 2,37 m
- 2014:  Golden Gala – 2,31 m
- 2015:  Prefontaine Classic - 2,35 m
- 2015:  Bislett Games - 2,33 m
- 2016:  Qatar Athletic Super Grand Prix - 2,33 m

1896: Ellery Clark ·
1900: Irving Baxter ·
1904: Samuel Jones ·
1908: Harry Porter ·
1912: Alma Richards ·
1920: Richmond Landon ·
1924: Harold Osborn ·
1928: Robert Wade King ·
1932: Duncan McNaughton ·
1936: Cornelius Johnson ·
1948: John Winter ·
1952: Walter Davis ·
1956: Charles Dumas ·
1960: Robert Sjavlakadze ·
1964: Valeri Broemel ·
1968: Dick Fosbury ·
1972: Jüri Tarmak ·
1976: Jacek Wszoła ·
1980: Gerd Wessig ·
1984: Dietmar Mögenburg ·
1988: Hennadi Avdjejenko ·
1992: Javier Sotomayor ·
1996: Charles Austin ·
2000: Sergej Kljoegin ·
2004: Stefan Holm ·
2008: Andrej Silnov ·
2012: Erik Kynard ·
2016: Derek Drouin ·
2020: Gianmarco Tamberi & Mutaz Essa Barshim ·
2024: Hamish Kerr